# Juan Ramón Cabrero Obrer
Pour les articles homonymes, voir Cabrero.
Juan Ramón Cabrero Obrer dit Juanra est un footballeur espagnol, né le 24 avril 1980 à Estivella en Espagne. Il évolue au poste d'arrière droit.

## Carrière
- 2000-2006 :  Levante UD et Atlético Levante (équipe B)
- 2006-2009 :  CD Numancia
- 2009-2013 :  Hércules de Alicante[2]
- 2014-2016 :  Castellón

## Palmarès
- Levante UD
  - Vainqueur de la Liga Adelante : 2004
- CD Numancia
  - Vainqueur de la Liga Adelante : 2008